# Пінгвіни Мадагаскару: Операція «З Новим Роком»
«Пінгвіни Мадагаскару: Операція “З Новим Роком”» (англ. The Madagascar Penguins in a Christmas Caper) — американський короткометражний анімаційний фільм 2005 року виробництва DreamWorks Animation і PDI/DreamWorks. Режисером фільму виступив Гері Трусдейл, продюсерами — Тереза Ченг і Марк Свіфт, сценаристом — Майкл Лашанс, а головні ролі озвучили Том МакҐрат, Кріс Міллер, Крістофер Найтс, Джон ДіМаджіо, Еліза Ґабріеллі та Білл Фаґербакке. 
Це 11-хвилинний спін-офф, події якого відбуваються до подій першого «Мадагаскару», розповідає про пригоди чотирьох пінгвінів, відомих як «Пінгвіни Мадагаскару», які живуть у зоопарку Центрального парку і тренуються на шпигунів.
Прем'єра фільму «Пінгвіни Мадагаскару: Операція "З Новим Роком"» відбулася в кінотеатрах 7 жовтня 2005 року разом з анімаційним фільмом «Воллес і Громіт: Прокляття кролика-перевертня», а невдовзі 15 листопада став бонусним матеріалом на DVD-диску «Мадагаскар».

## Сюжет
Напередодні Різдва в зоопарку Центрального парку в Нью-Йорку наймолодший пінгвін у команді, Рядовий, оглядає зоопарк за допомогою перископа, прикрашеного у вигляді сніговика. Поки більшість тварин виглядають щасливими, білий ведмідь, на ім'я Тед зовсім самотній. Рядовий вирішує, що подарунок підбадьорить білого ведмедя, хоча його друзі-пінгвіни не підтримують цю ідею. Вирішивши знайти подарунок для Теда, Рядовий вислизає з зоопарку. Блукаючи вулицями Мангеттена, він опиняється в руках Нани, яка приймає його за іграшку для свого злого пса, містера Чу. Інші три пінгвіни, Шкіпер, Ковальський і Ріко, вирушають на порятунок Рядового з квартири Нани, коли помічають зникнення Рядового (лише тоді, коли вони перебирали їжу). Вони перетворюють все на хаос, спрямований проти містера Чу, не помічені Наною, яка захоплено дивилася футбольний матч. Закінчивши, вони пхають містера Чу в панчоху. Перед тим, як піти, Шкіпер дозволяє Ріко підірвати двері динамітом (який Ріко неодноразово намагався використати раніше), чим нарешті привертає увагу Нани, яка карає Містера Чу ставлячи в куток, вважаючи, що те, що пінгвіни зробили з її квартирою, — провина Містера Чу.
Повернувшись до зоопарку Центрального парку, вони запрошують Теда до себе, але Тед вже запросив інших гостей, що переростає в масовий спів під пародію на «Jingle Bells».

## Ролі озвучували
- Том МакҐрат — Шкіпер
- Кріс Міллер — Ковальський
- Крістофер Найтс — Рядовий
- Джон ДіМаджіо — Ріко
- Еліза Ґабріеллі — Нана (в титрах — бабуся)
- Білл Фаґербакке — білий ведмідь Тед
- Шон Бішоп — швейцар/диктор на телебаченні
- Френк Велкер — містер Чу

Додаткові голоси: Гоуп Леві, Ріф Гаттон, Річард Міро, Мітч Картер, Ліннан Загер.

## Саундтрек
Оригінальну музику до короткометражного фільму написав Джеймс Дулі. За словами Дулі, йому запропонували написати музику, тому що він «написав всю музику для пінгвінів у повнометражному фільмі “Мадагаскар”».
| #    | Назва                                   | Тривалість |
| ---- | --------------------------------------- | ---------- |
| 1.   | «He Looks So Bad»                       | 0:42       |
| 2.   | «Where's The Private?»                  | 0:30       |
| 3.   | «Analysis!»                             | 0:41       |
| 4.   | «I am Walking Here»                     | 0:47       |
| 5.   | «Good Boy»                              | 1:24       |
| 6.   | «Help Me Guys!»                         | 0:26       |
| 7.   | «Stocking Stuffer Operation»            | 1:36       |
| 8.   | «Bad Dog»                               | 0:46       |
| 9.   | «Jingle End»                            | 0:11       |
| 10.  | «Jingle, Jingle, Jingle — Brian Setzer» | 1:49       |
| 8:52 |                                         |            |